# Сіпарая
Сіпарая (Aethopyga) — рід горобцеподібних птахів родини нектаркових (Nectariniidae). Представники цього роду мешкають в Південній і Південно-Східній Азії, на півдні Китаю. Одинадцять видів є ендеміками Філіппін.

## Види
Виділяють двадцять два види:
- Сіпарая сіроголова, Aethopyga primigenia
- Сіпарая оливкова, Aethopyga boltoni
- Сіпарая синьощока, Aethopyga linaraborae
- Сіпарая чорновола, Aethopyga flagrans
- Сіпарая філіпінська, Aethopyga guimarasensis
- Сіпарая гірська, Aethopyga pulcherrima
- Сіпарая лусонська, Aethopyga jefferyi
- Сіпарая богольська, Aethopyga decorosa
- Сіпарая сангезька, Aethopyga duyvenbodei
- Сіпарая золотогорла, Aethopyga shelleyi
- Сіпарая жовтогуза, Aethopyga bella
- Сіпарая жовточерева, Aethopyga gouldiae
- Сіпарая непальська, Aethopyga nipalensis
- Сіпарая яванська, Aethopyga eximia
- Сіпарая хайнанська, Aethopyga christinae
- Сіпарая чорногруда, Aethopyga saturata
- Сіпарая червона, Aethopyga siparaja
- Сіпарая чорночерева, Aethopyga magnifica
- Сіпарая вогниста, Aethopyga vigorsii[7]
- Сіпарая білочерева, Aethopyga mystacalis
- Сіпарая кармінова, Aethopyga temminckii
- Сіпарая гімалайська, Aethopyga ignicauda

За результатами молекулярно-гентичного дослідження, проведеного Хоснером і іншими дослідниками в 2013 році, Міжнародна спілка орнітологів визнала Aethopyga magnifica, Aethopyga guimarasensis, Aethopyga jefferyi і Aethopyga decorosa окремими видами.

## Етимологія
Наукова назва роду Aethopyga походить від сполучення дав.-гр. αιθος — вогонь, жар і πυγη — зад.